# Torreira
Torreira est une paroisse civile portugaise (en portugais : freguesia) de la municipalité de Murtosa dans le district d'Aveiro.

## Géographie
Torreira est située sur la côte Atlantique. Elle est séparée du reste de la municipalité de Murtosa par la Ria d'Aveiro.

## Démographie
Lors du recensement de 2021, Torreira compte 2 908 habitants.